# Elezioni parlamentari in Lituania del 2008
Le elezioni parlamentari in Lituania del 2008 si tennero il 12 ottobre (primo turno) e il 26 ottobre (secondo turno) per il rinnovo del Seimas. In seguito all'esito elettorale, Andrius Kubilius, espressione di Unione della Patria, divenne Primo ministro.

## Risultati
| Liste                                                   | Riepilogo nazionale | Riepilogo nazionale | Riepilogo nazionale | Seggi   | Seggi  |
| Liste                                                   | Voti                | %                   | Seggi               | Collegi | Totale |
| ------------------------------------------------------- | ------------------- | ------------------- | ------------------- | ------- | ------ |
| Unione della Patria - Democratici Cristiani di Lituania | 243.823             | 19,72               | 18                  | 27      | 45     |
| Partito di Rinascita Nazionale                          | 186.629             | 15,09               | 13                  | 3       | 16     |
| Ordine e Giustizia                                      | 156.777             | 12,68               | 11                  | 4       | 15     |
| Partito Socialdemocratico di Lituania                   | 144.890             | 11,72               | 10                  | 15      | 25     |
| Partito del Lavoro                                      | 111.149             | 8,99                | 8                   | 2       | 10     |
| Movimento dei Liberali della Repubblica di Lituania     | 70.862              | 5,73                | 5                   | 6       | 11     |
| Unione dei Liberali e di Centro                         | 66.078              | 5,34                | 5                   | 3       | 8      |
| Azione Elettorale dei Polacchi in Lituania              | 59.237              | 4,79                | -                   | 3       | 3      |
| Unione Popolare dei Contadini di Lituania               | 46.162              | 3,73                | -                   | 3       | 3      |
| Nuova Unione (socioliberali)                            | 45.061              | 3,64                | -                   | 1       | 1      |
| Partito del Fronte                                      | 40.016              | 3,24                | -                   | -       | -      |
| Giovane Lituania                                        | 21.589              | 1,75                | -                   | -       | -      |
| Partito Democratico Civico                              | 13.775              | 1,11                | -                   | -       | -      |
| Unione dei Russi di Lituania                            | 11.357              | 0,92                | -                   | -       | -      |
| Unione dei Socialdemocratici di Lituania                | 10.642              | 0,86                | -                   | -       | -      |
| Partito di Centro di Lituania                           | 8.669               | 0,70                | -                   | -       | -      |
| Indipendenti                                            | -                   | -                   | -                   | 4       | 4      |
| Totale                                                  | 1.236.716           |                     | 70                  | 71      | 141    |